# Carla Amina Baghajati

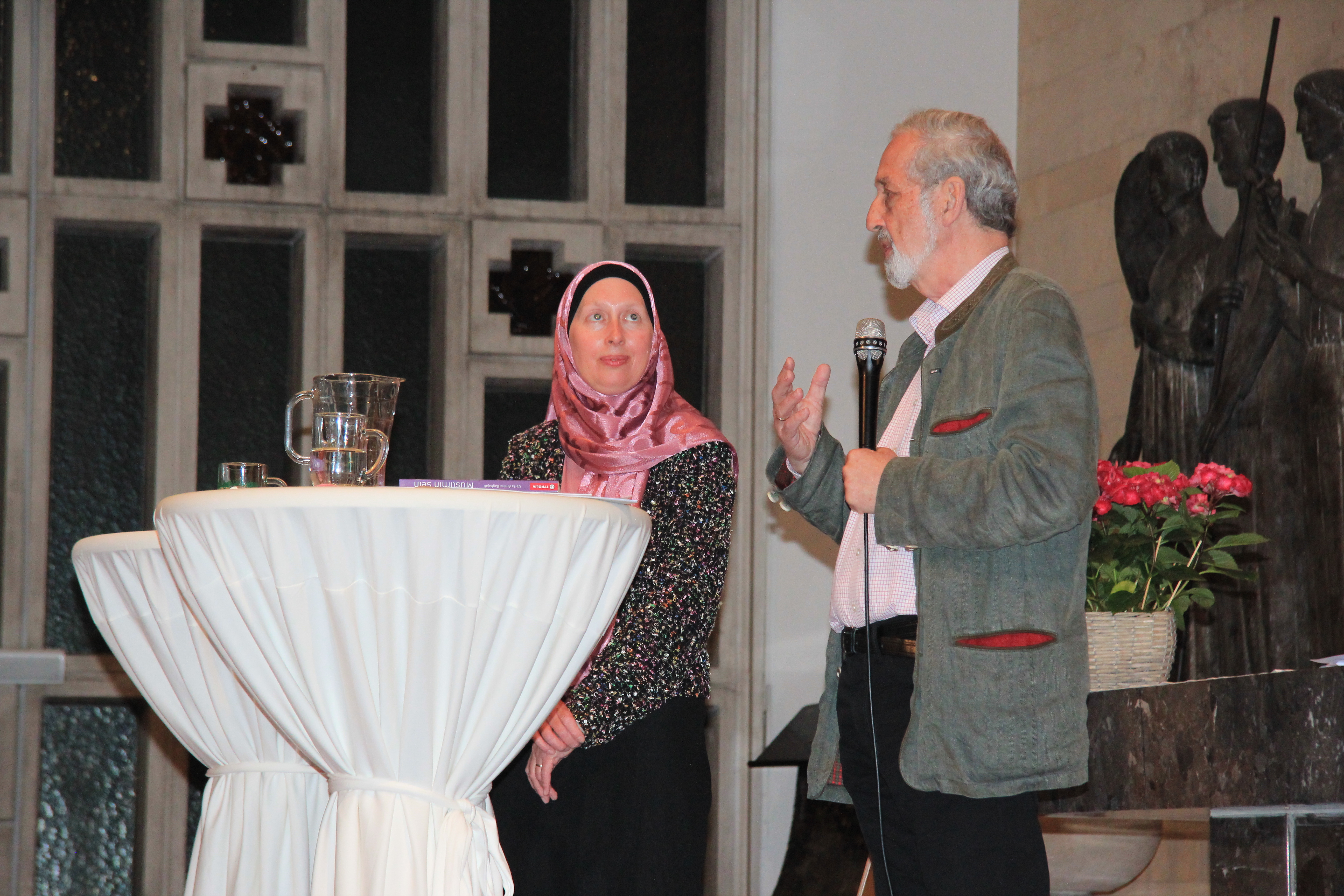
Carla Amina Baghajati bei einer Veranstaltung anlässlich der Langen Nacht der Kirchen in einer katholischen Kirche

Carla Amina Baghajati (* 29. Juni 1966 in Mainz) ist Medienreferentin der Islamischen Glaubensgemeinschaft und Mitgründerin der „Initiative muslimischer ÖsterreicherInnen“.

## Leben
Sie wurde 1966 in Mainz-Mombach in Deutschland als Carla Siebrasse geboren. Sie wuchs in einer gemischtkonfessionellen christlichen Familie auf, ihr Vater war evangelisch, ihre Mutter katholisch. Nach dem Abitur 1985 am Frauenlob-Gymnasium Mainz ging sie 1987 zum Studium nach Österreich, wo sie zunächst eine Schauspielausbildung am Konservatorium der Stadt Wien absolvierte. Danach begann sie ein Studium der vergleichenden Literaturwissenschaft, Arabistik und Geschichte, das sie jedoch nicht abschloss. Im Jahre 1989 trat sie zum Islam über und nahm „Amina“ als zweiten Vornamen an. 1990 heiratete sie den aus Syrien stammenden Bauingenieur und Publizisten Tarafa Baghajati. Aus der Ehe gingen vier Kinder hervor.

## Öffentliches Wirken
Carla Amina Baghajati engagierte sich zwischen 1991 und 1994 in Theater- und Freizeitprojekten mit muslimischen Kindern.
Von 1995 bis 1998 wirkte sie am Aufbau eines muslimischen Kindergartens in Wien mit und engagierte sich zusehends in Projekten zur Integration von Migranten.
Im Jahr 1999 gründete sie gemeinsam mit ihrem Ehemann Tarafa Baghajati die „Initiative muslimischer ÖsterreicherInnen“. Weitere Gründungsmitglieder waren Omar Al-Rawi, der damalige Integrationsbeauftragte der Islamischen Glaubensgemeinschaft in Österreich, sowie Mouddar Khouja und Andrea Saleh, welche Funktionäre der Islamischen Glaubensgemeinschaft in Österreich sind. Die Initiative setzt sich für Medienarbeit und interreligiösen Dialog ein und organisierte unter anderem „Tage der offenen Moscheen“. Carla Amina Baghajati ist außerdem Vorstandsmitglied der Plattform „Christen und Muslime“. Sie engagierte sich bei der Islamischen Religionsgemeinschaft in Wien und wurde vom damaligen Präsidenten Anas Schakfeh mit dem Referat für Medien- und Öffentlichkeitsarbeit betraut.
Einer breiten Öffentlichkeit wurde sie nach den Terroranschlägen am 11. September 2001 in New York bekannt, als das Thema Islam in den Medien vermehrt aufgegriffen wurde. Carla Amina Baghajati wurde seitdem als Studiogast in Fernsehdiskussionen eingeladen, gab Interviews für Printmedien und trat bei Veranstaltungen und Podiumsdiskussionen auf. Neben ihrer Öffentlichkeitsarbeit engagierte sie sich für den muslimischen Religionsunterricht in staatlichen Schulen, organisierte 2005 die erste österreichische Imam-Konferenz und ist seit 2004 Lehrbeauftragte an der Islamischen Religionspädagogischen Akademie in Wien.
Im Mai 2015 erschien ihr Buch “Muslimin sein – 25 Fragen, 25 Orientierungen” im Verlag Tyrolia. Sie behandelt Themenkomplexe wie Gottesdienst, Rollenbilder, Zusammenleben, Ehe und Familie und Ehrbegriff.

## Auszeichnungen
Im Jahr 2008 erhielt sie vom Bundesministerium für Unterricht, Kunst und Kultur unter Ministerin Claudia Schmied das Bundes-Ehrenzeichen für ihr ehrenamtliches Engagement im interkulturellen Dialog.